# زافينا
زافينا (باليابانية: ザフィーナ، بالروماجي: Zafīna)، امرأة تنتمي أصلياً إلى الشرق الأوسط (المنطقة غير معروفة)، ولدت لنسب قديم من عائلة محاربي الشر. بامتلاكها لقدرات روحية، كبرت زافينا كمحاربة وأيضاً القاتلة الوحيدة في عشيرتها. في حين تستخدم علناً هداياها الروحية بوصفها من المنجمين. طلب كبار القرية من زافينا حماية القبر الملكي المختوم الذي يُعتقد بأنه يحافظ على سلامة القبيلة. العديد من الغرباء حاولوا دخول المعبد لكن زافينا من غير مساعدة هزمتهم جميعاً. تنبأت زافينا بالتحام اثنين من «نجوم الشر»، الذي سيدمر الختم الموجود على القبر ويتسبب بنهاية العالم. من أجل من ذلك، غادرت زافينا بلادها وسافرت إلى الشرق الأقصى، الذي تنبأت بحدوث الاصطدام فيه. كاتسوهيرو هارادا، المطور والمنتج التنفيذي لتيكن 6، وصف زافينا بأنها «شخصية أنثى من الشرق الأوسط وتستخدم أساليب الاغتيال القديمة»، وشبه حركاتها بحركات العنكبوت.

## وصلات خارجية
- تيكن ويكي
- تيكنبيديا الإنجليزية نسخة محفوظة 3 نوفمبر 2013 على موقع واي باك مشين.